# لئو کلیسن
النور کلیسن (به انگلیسی: Eleonore Kliesen) که با عنوان لئو (به ژاپنی: レオ Reo) شناخته می‌شود، از شخصیت‌های سری بازی‌های ویدئویی تکن است که برای اولین بار در تکن ۶ معرفی شد. لئو نخستین بار در پیش نمایش بازی تکن ۶، در مبارزه با آرمور کینگ حضور پیدا کرد. تا قبل از اینکه کاتسوهیرو هارادا نام کامل و جنسیت او را در تکن ۶: شورش در مسیرخون آشکار نساخته بود، جنسیت لئو به مسئله‌ای مبهم حتی در خود بازی تبدیل شده بود. او همچنین دربارهٔ وضعیت مایو شخصیت‌ها در تکن تگ تورنومنت ۲ توضیح داد و گفت: «این لباس‌ها برای کسانی است که لئو را به دید یک زن می‌بینند و برای کسانی هم که او را به دید یک مرد می‌بینند». او سپس تأیید کرد که از این مسئله خسته شده، چون لئو همیشه با ضمیر مفرد «مؤنث» ترجمه و به او اشاره شده‌است.
لئو کلیسن با سبک باجیکوان (Bājíquán) مبارزه می‌کند. باجیکوان یک هنر رزمی چینی است که دارای ویژگی‌های انفجاری، قدرت برد کوتاه و حمله‌هایی با آرنج است. این سبک با تمرکز مستقیم، منجر به حمله‌های قدرتمند و سریع است.

## تکن ۶
لئو در یک خانوادهٔ بسیار با استعداد به دنیا آمد. پدر لئو علاقه مند به کشف غارهای معروف جهان بود و مادر لئو در شغل اجرایی شرکت G بود. پدر لئو در زمانی که لئو کودکی بیش نبود، ناپدید شد. لئو هم با تربیت مناسب پدر و مادرش، مثل پدرش علاقه مند به کشف غارهای معروف جهان بود. تا در یک روز سرنوشت ساز، هنگامی که مادر لئو توسط یک ضارب ناشناس کشته شد، زندگی دلپذیر و نسبتا خوب لئو تلخ شد و لئو افسرده و غمگین شد. لئو خشمگین شد و به پلیس گفت که باید برای دستگیری قاتل مادرش تحقیق کنند. لئو با خودش پیمان بست که قاتل مادرش را پیدا کند. در طول تحقیق‌ها، خود لئو، محقق شرکت G بود و رئیسش کازویا میشیما بود و او را زیر نظر داشت و متوجه شد که کازویا میشیما مادرش را کشته‌است. در این زمان بود که شرکت میشیما زایباتسو حامی شدید مبارزان شد. لئو برای این که این می‌تواند شانسی برای او باشد که انتقام قتل مادرش را از کازویا میشیما بگیرد، وارد تکن ۶ شد.

## لباس‌ها

### لباس اول
لئو در لباس و مدل اول خودش، یک ژاکت دارد که و زیر دستانش سفید، شانه‌ها و روی دستانش سفید و زیر دستانش مشکی است. او زیر ژاکتش یک پیراهن مشکی با خط‌ها و طرح‌های زیبا دارد. هم چنین او یک شال گردن قرمز دارد که از گردنش آویزان است. هم چنین او دو دستکش قرمز دراد که خط‌ها و طرح‌های زیبای مشکی دارد و تا بند اول انگشتانش را می‌پوشاند. شوار لئو در لباس و مدل اولش، یک شلوار لی آبی است که در هر چقدر به زانوهایش نزدیک می‌شویم، رنگ آبی شلوار لی به تدریج به سفید تبدیل می‌شود. لئو یک پابند قهوه‌ای به پای راستش بسته‌است که طرح زیبایی هم دارد و کمربند لئو هم، هم جنس و هم رنگ همین پابند است و سگک نقره‌ای درشت و زیبایی هم دارد. کفش‌های لئو هم قهوه‌ای است و تا بین زانو و بالای برآمدگی پای او ادامه دارد.

### لباس دوم
لباس و مدل دوم لئو کلیسین، یک کت و شلوار و سفید است که خط‌ها و طرح‌های نسبتا برجسته‌ای دارد و دکمه‌های آستین کت که سه دکمه‌است، قهوه‌ای است. هم چنین لئو دستکشی مشکی دراد که خط‌ها و طرح‌های زیاد و زیبایی دارد.